# Souy
Der Souy ist ein Fluss in Frankreich, der im Département Hautes-Pyrénées in der Region Okzitanien verläuft. Er entspringt im Gemeindegebiet von Ossun, entwässert generell Richtung Nordost bis Nord und mündet nach rund 26 Kilometern am östlichen Ortsrand von Siarrouy als linker Nebenfluss in den Échez. Bereits in Oursbelille erreicht der Souy das Tal des Échez, verläuft jedoch noch etwa fünf Kilometer parallel bis zu seiner Mündung. In diesem Abschnitt sind die beiden Flüsse bereits durch eine Fülle von künstlichen Wasserläufen miteinander verbunden.

## Orte am Fluss
(Reihenfolge in Fließrichtung)
- Ossun
- Azereix
- Ibos
- Oursbelille
- Gayan
- Lagarde
- Siarrouy